# Травоядные мужчины
Травоядные мужчины (яп. 草食(系)男子 Со:сёку (-кэй) данси) — это термин, существующий с середины 2000-х годов, характеризует развитие межполовых отношений в японском обществе и используется в Японии для описания мужчин, которые не стремятся заводить сексуальные отношения и вступать в брак. Термин «травоядные мужчины» также используется для описания молодых мужчин, которые потеряли свою «мужественность». Термин «травоядные мужчины» был придуман колумнистом Маки Фукасавой и впервые использован им в статье, опубликованной 13 октября 2006 года, после этого термин стал модным словом в 2008 и 2009 годах. Термин «травоядные мужчины» следует по аналогии с животным миром, где травоядность обычно считается признаком пассивности, а плотоядность считается признаком активности и агрессивности. Термин «травоядные мужчины» впервые появился в СМИ, но в настоящее время вошёл в разговорный язык.

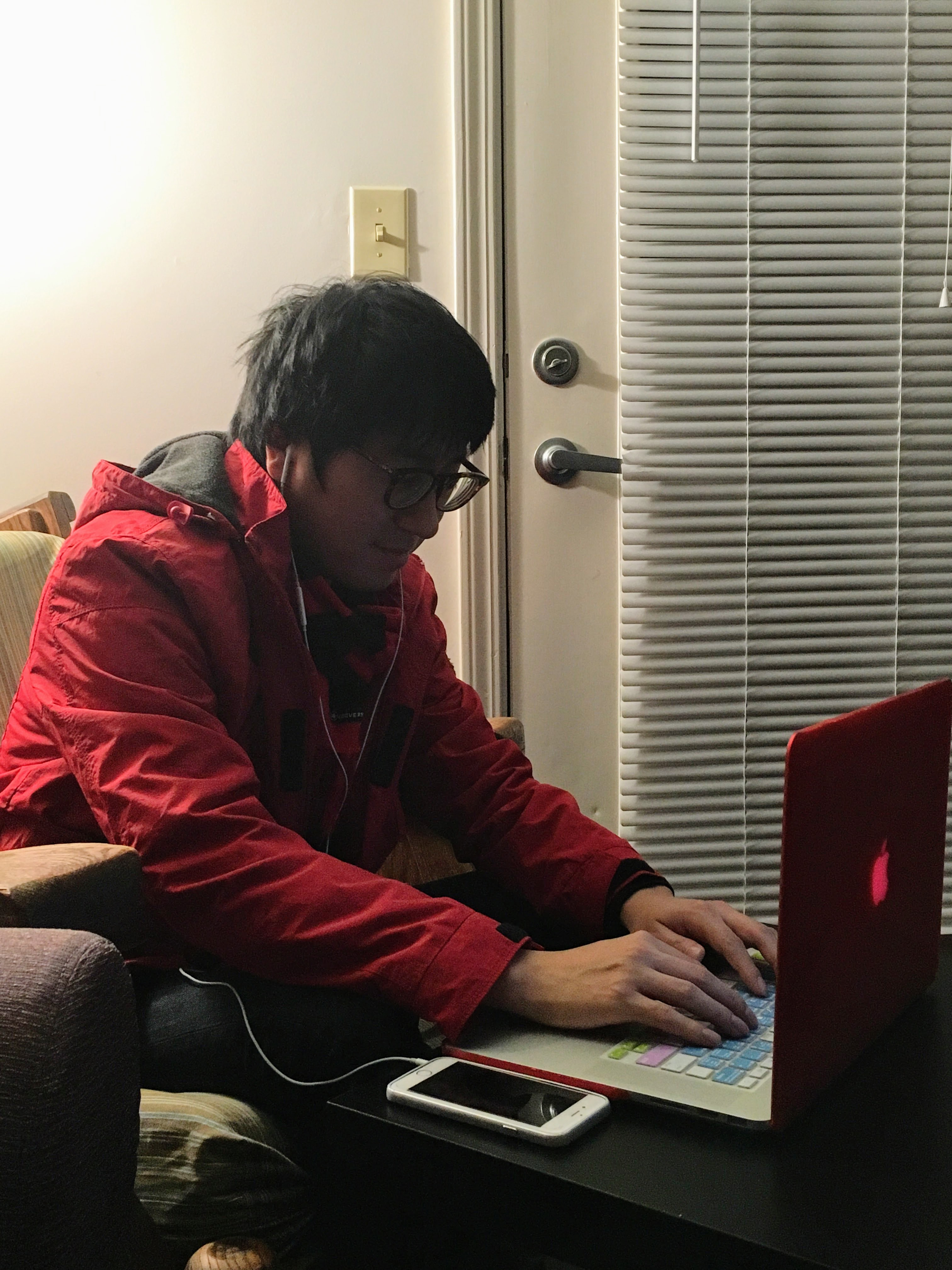
Травоядные мужчины одеваются в основном модно и очень ориентированы на технологии

Опросы одиноких японских мужчин, проведённые в 2010 году, показали, что 61 % мужчин в возрасте 20 лет и 70 % мужчин в возрасте 30 лет считают себя травоядными. Правительство Японии рассматривает это явление как одну из возможных причин снижения рождаемости в стране.
По словам Фукасавы, травоядные мужчины «не лишены романтических чувств, но имеют безразличное отношение к желаниям плоти». Японский философ Масахиро Мориока определяет травоядных мужчин как «добрых и нежных мужчин, которые, не будучи связанными мужественностью, не ведут жадных романтических отношений и не имеют склонности причинять боль или вредить другим».

## Возможные причины
Безразличие мужчин к браку и преданным отношениям является наблюдаемой тенденцией во многих развитых обществах. Различные социальные и экономические факторы упоминаются как играющие роль в этой тенденции. Упадок японской экономики часто называют одной из причин, способствовавших распространению травоядных мужчин, теория заключается в том, что экономическое разочарование после коллапса японского финансового пузыря в начале 1990-х годов заставило японских мужчин отворачиваться от типичной «мужской» и корпоративной роли. Так как экономический спад показал экономическую хрупкость и неустойчивость сарариманов на рынке труда, постоянная пожизненная занятость стала менее привлекательной, и, как следствие, последовал рост до более чем 2 500 000 фритеров, работающих только неполный рабочий день, а также между 650 000 и 850 000 NEET (молодых людей, которые не работают и не учатся) в возрасте от 19 до 35 лет. Многие молодые люди, в том числе NEET, которые живут за счёт родителей и японского государства всеобщего благосостояния, для удовлетворения эмоциональных и сексуальных потребностей предпочитают жить в аниме-мире, называемом в Японии двумерным, и тратят деньги родителей на различные формы развлечений, такие как видеоигры, аниме, мэйдо-кафе и порнографию. Некоторые социологи и эксперты считают, что ответ на феномен травоядных мужчин коренится глубоко в японской культуре. Западные эксперты считают, что причиной возникновения феномена травоядных мужчин может быть молчаливый протест молодых поколений против старших поколений, патриархальных ценностей и потребительства.
К травоядным мужчинам относятся в основном молодые мужчины, хотя многие из них успешны и целеустремлённы в работе и карьере, но с точки зрения любви и сексуальности имеют небольшой успех или используют мало энергии для полноценной любовной жизни. Наоборот, женщины-хищники — это те, кто сам берёт на себя инициативу, чтобы найти себе подходящего партнера. Эти термины описывают тенденцию, противоречащую классическому распределению гендерных ролей в Японии. Традиционно сексуально активный мужчина — уверенный в себе, а сексуально пассивная женщина — ямато-надэсико.
Эта тенденция отражает относительно высокое давление, оказываемое в настоящее время на молодых японских рабочих. С одной стороны, необходимость работать с бесчисленными сверхурочными часами и необходимость проводить вечера с коллегами несколько раз в неделю, что оставляет мало времени для других занятий. С другой стороны, мужское сексуальное поведение в Японии сильно поляризовано. Одна часть мужского населения Японии ведёт очень активную или даже чрезмерно активную сексуальную жизнь, в то время как другая часть людей закрывается от внешнего мира, избегает межличностных контактов и испытывает сексуальность почти исключительно через средства массовой информации.
Однако многие из этих причин могут быть усилены японскими женщинами и их восприятием мужчин. Многие женщины отказываются иметь отношения с мужчинами, которые не имеют стабильной работы (например, фритеры и NEET). Другие женщины считают, что самопровозглашённые Со: сёкукэй данси (травоядные мужчины) слабы и не мужественны. Кроме того, некоторые мужчины считают себя запуганными более независимыми женщинами, в то время как другие проявляют незначительный интерес к противоположному полу или вообще не проявляют его. В опросе, проведённом в 2011 году среди японских мальчиков в возрасте от 16 до 19 лет, 36 % сказали, что не заинтересованы в сексе; показатель для девочек в той же возрастной группе был 59 %, что выше, чем у мальчиков. Масахиро Мориока утверждает, что японские травоядные мужчины являются результатом послевоенного мира в Японии. После окончания Второй мировой войны Япония не принимала непосредственного участия ни в каких войнах или конфликтах, как в пределах своих границ, так и за их пределами. До этого мирного периода многие японцы считали, что стать солдатом — это единственный способ стать мужественным. Эта социальная норма постепенно исчезла в последующий период послевоенного мира. Из-за этого японские мужчины менее агрессивны, и это может перетечь в их романтическую жизнь. Другой потенциальной причиной такого поведения травоядных мужчин может быть культура отаку, присутствующая в Японии. Одержимость мангой в Японии заставляет мужчин идеализировать воображаемых девушек. Многие японские мужчины предпочитают этих фантастических женщин настоящим японским женщинам.
Это явление ещё не было официально зарегистрировано в других азиатских странах. В Китае первый доклад о японских травоядных мужчинах появился в государственном СМИ Синьхуа 1 декабря 2008 года. Книга Масахиро Мориоки «Уроки любви к травоядным мужчинам», одна из книг, которая помогла популяризировать термин «травоядные мужчины», была переведена на китайский язык и напечатана традиционными иероглифами в 2010 году на Тайване.

## Возможные эффекты
В 2014 году в Японии был зарегистрирован суммарный коэффициент рождаемости в 1,42 по сравнению с 1,84 в середине 1980-х годов. Многие обвиняют в этом резком падении рост числа травоядных мужчин в Японии. Снижение рождаемости объясняется нежеланием травоядных мужчин вступать в брак.

## В СМИ
С 2008 по 2009 год термин «травоядные мужчины» стал широко используемым и модным в Японии. Он даже был признан U-CAN в десятке лучших модных слов года в декабре 2009 года. В последнее время этот термин становится всё более популярным, поскольку «травоядные мужчины» в Японии стали обычным явлением. «Soshoku-kei danshi» («Травоядные мужчины») — фильм, выпущенный в 2010 году, в котором один из главных героев демонстрирует особенности поведения травоядных мужчин. На протяжении всего фильма он изо всех сил пытается понять сексуальные ситуации, например, такие, в которых женщина приглашает его переспать с ней. В том же году певец-автор песен Gackt провёл рок-концерт только для мужчин, пытаясь укрепить «мужской дух … и сексуальность», против засилия травоядных мужчин в японском обществе. Травоядные мужчины стали более заметными в японской культуре в последнее время, и это явление было представлено в различных СМИ в Японии.